# كارل هارت
كارل هارت (بالإنجليزية: Carl Hart)‏ هو عالم نفس وعالم أعصاب وطبيب نفسي أمريكي، ولد في 30 أكتوبر 1966 في ميامي في الولايات المتحدة.

## روابط خارجية
- كارل هارت على موقع IMDb (الإنجليزية)